# Xelhá
Xelhá (más írásmóddal: Xel Ha vagy Xel-Ha, kiejtése körülbelül: selha, a második szótagon levő hangsúllyal) egy maja régészeti lelőhely délkelet-Mexikóban, Quintana Roo államban. Leginkább fennmaradt falfestményeiről híres. Maja nyelvű neve a xel („behatolás”) és ha („víz”) szavak összetétele, és a közeli kis öbölre utal.

## Leírás
A romok a Yucatán-félsziget keleti felén találhatóak, közel Quintana Roo tengerpartjához és az ott felépült Xel-Ha nevű szórakoztató parkhoz, közvetlenül a 307-es főút Playa del Carmen és Tulum közti szakasza mellett.
Történetének két fontos szakasza van. A korai klasszikus korban (i. sz. 250 és 600 között) a környék legfontosabb kikötővárosa volt (valószínűleg a szárazföld belsejében elhelyezkedő központ, Cobá birodalmának kikötője), nagyszabású palotákkal, bennük teotihuacani hatást mutató falfestményekkel. 600-tól kezdve jelentősége lecsökkent, de a posztklasszikus korban, 1200-tól újra erőre kapott a fellendülő kereskedelemnek köszönhetően.
Újabb templomok és paloták épültek, valamint egy fal is, amely valószínűleg a tenger irányából érkező támadásoktól védte a várost. A spanyolok megérkezése után sokan elmenekültek, mások az európaiak által behozott betegségek következtében haltak meg, így 1550-re Xelhá már romokban hevert.
A ma is látogatható rész két fő területből áll. Az első az úgynevezett Madarak csoportja, amely az itt található palotában levő festményekről kapta a nevét: ezek Tlalok isten mellett különböző madarakat ábrázolnak. A 20. században a főút régészeti területen keresztül történő megépítése során több épület és értékes festmény megsemmisült. A palota közelében néhány alacsony alapzat található, ezeket Samuel Kirkland Lothrop, a keleti partok posztklasszikus építészetének kutatója után Lothrop-csoportnak nevezik. Innen egy 540 méter hosszú sacbé vezet a másik fontos épületcsoporthoz, a Jaguár-csoporthoz: itt egy nagy, közös talapzaton öt, főleg a középső és késői posztklasszikus korból származó épület áll, köztük az úgynevezett Jaguár-ház, amelyet valószínűleg bizonyos szertartások alkalmával használtak, és ami nevét szintén egy festményről kapta. Ez a festmény egy leereszkedő jaguárt ábrázol, ami egyes vélemények szerint a kormányzók szakrális hatalmára és a kukoricaistennel való kapcsolatukra utal, mások szerint a Vénusz bolygóra. Itt áll még az úgynevezett Palota és a Pilaszterek Háza, mindkettő több évszázad építészetének nyomát hordozza magán. A Jaguár-csoport mellett egy cenote is található. Xelhához tartozik még a Móló nevű, részben feltárt csoport is, amely a tengerparti öbölhöz nagyon közel található, itt néhány alapzat mellett a védelmi fal maradványai állnak.

## Képek

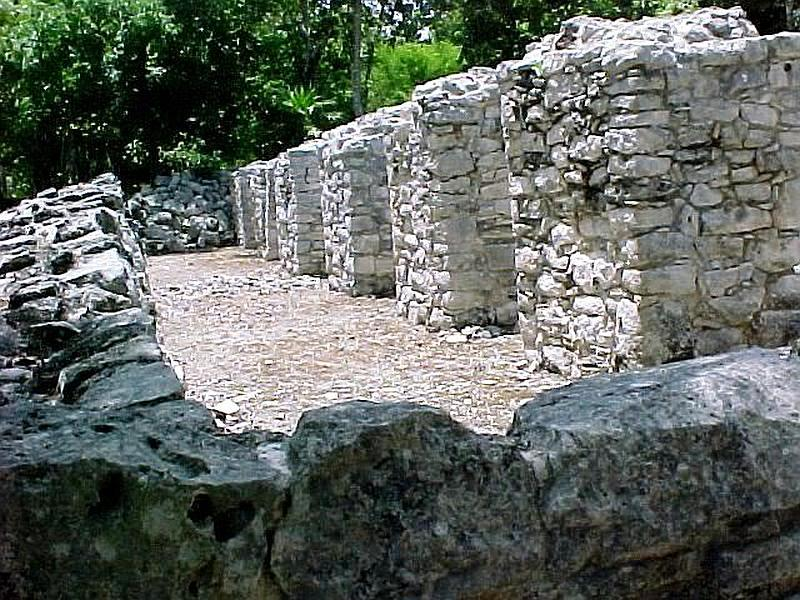
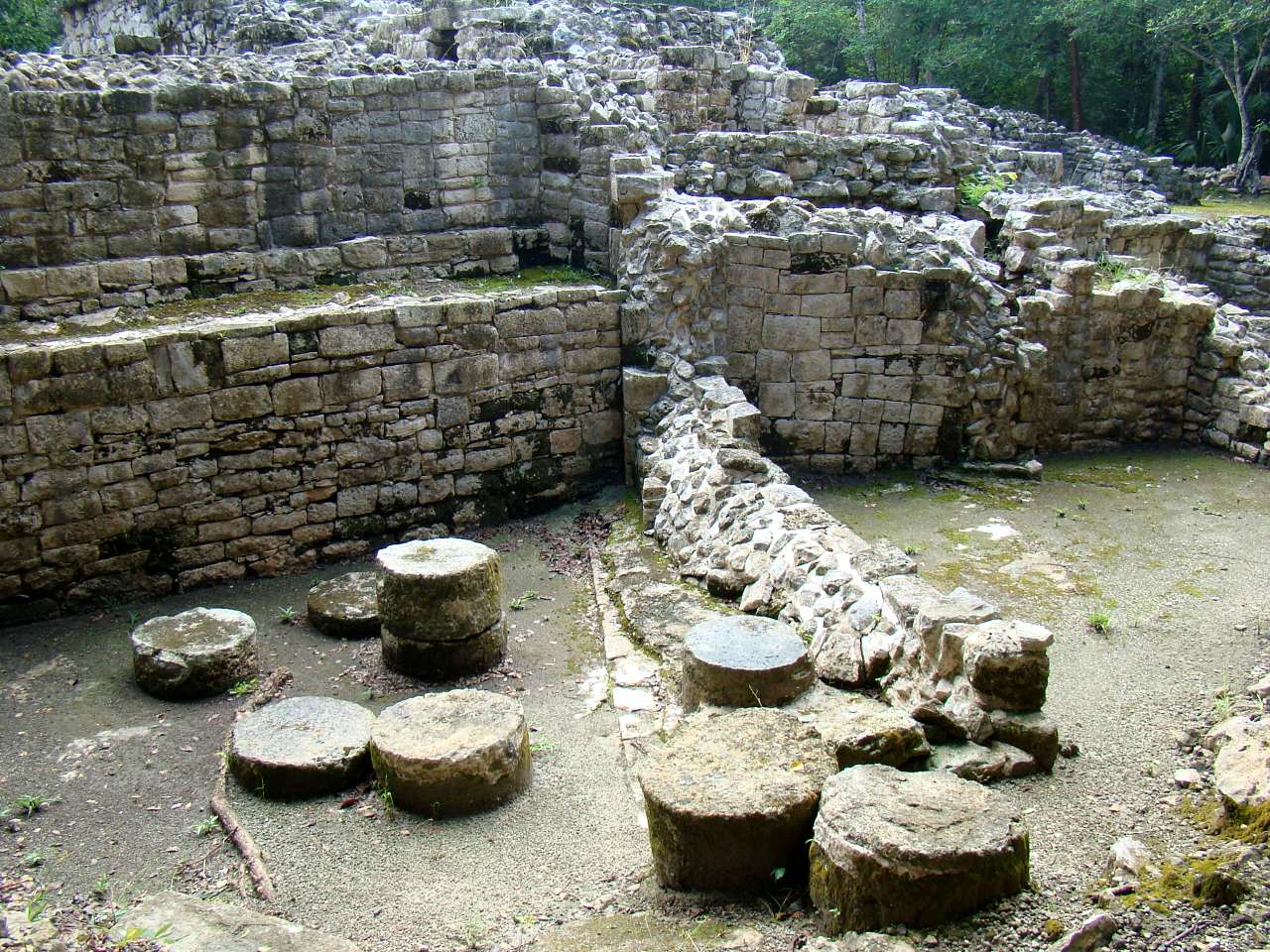
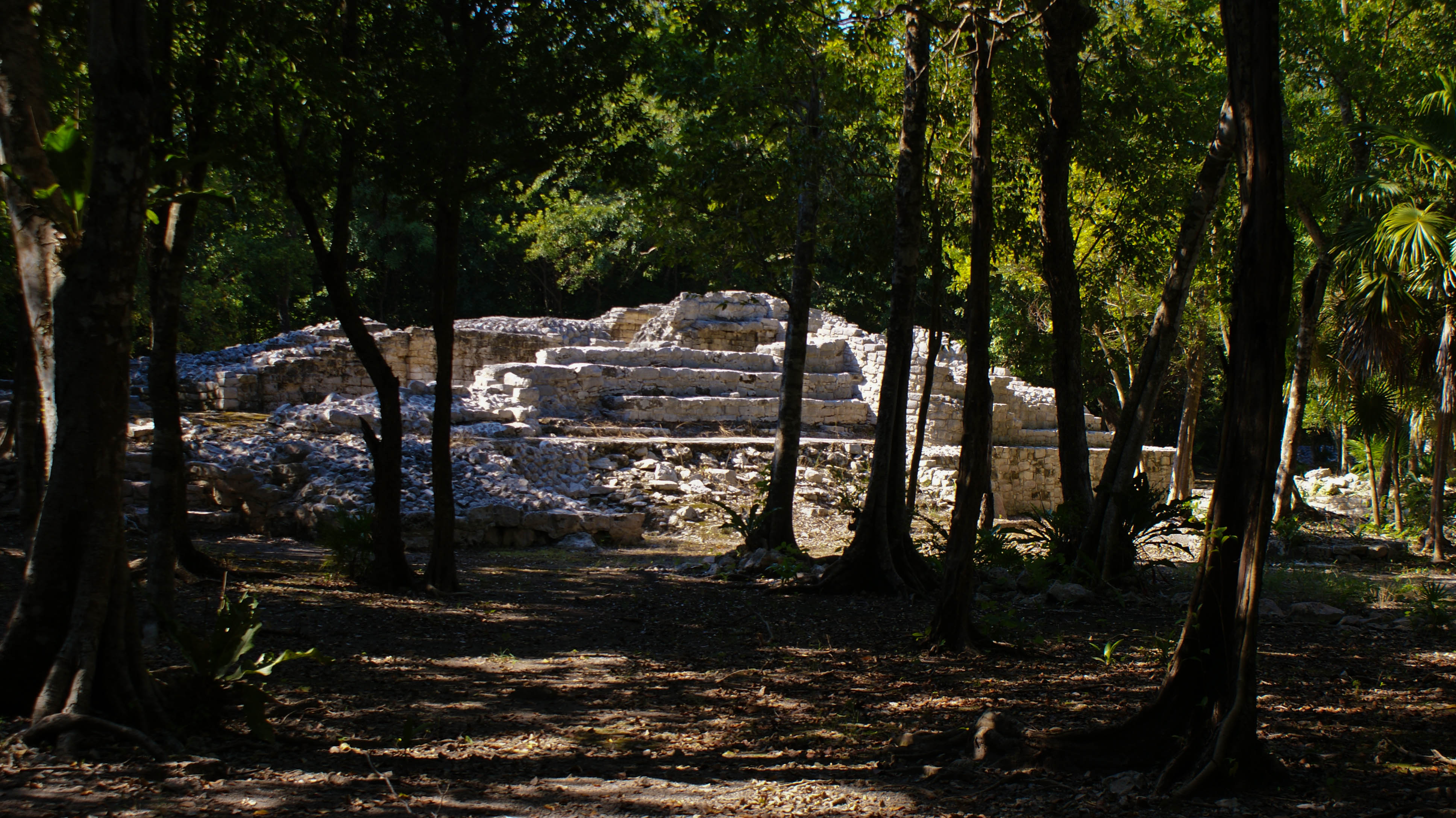
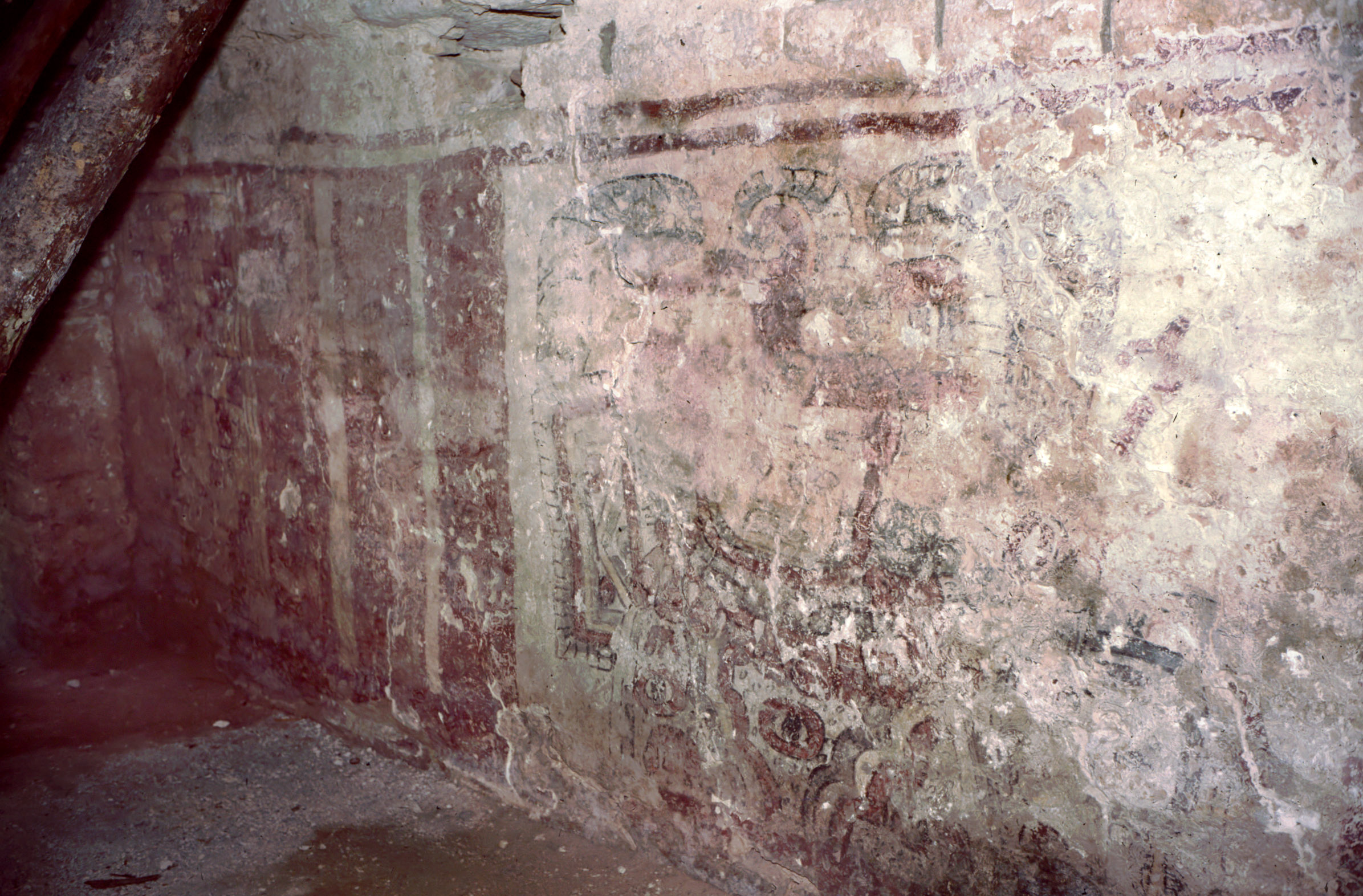